# Hörby–Tollarps Järnväg
Hörby–Tollarps Järnväg är en numera nedlagd järnvägslinje mellan Hörby och Tollarp, väster respektive öster om  Linderödsåsen i Skåne. Delar av sträckan är idag cykelväg.

## Historia
Linjen Hörby–Tollarp öppnades för trafik den 16 november 1886 och förband två ångspårvägar. Trafiken sköttes av Höör–Hörby Järnvägs ångvagn som vände i Tollarp vid Gärds Härads Järnväg.  Efter problem med ekonomin gick trafiken över till Gärds Härads Järnväg 1893.
Sedan järnvägen Eslöv–Hörby öppnats för allmän trafik 1897 blev sammanslagningen av de samverkande järnvägarna till ett mera rationellt storföretag en given följd, och 1898 uppgick banan med flera järnvägar i det nybildade Östra Skånes Järnvägar (ÖSJ). 1936 köpte Kristianstad–Hässleholms Järnvägar (CHJ) upp ÖSJ, som förstatligades 1944. Den 28 maj 1961 lades persontrafiken ned på sträckan och banan revs slutligen 1967.
ÖSJ satte igång att modernisera och komplettera linjenätet med bland annat linjen Skepparslöv–Långebro, Everöd–Långebro och Degerberga–Brösarp. I ÖSJ:s linjenät är sträckan Kristianstad–Långebro–Skepparslöv–Tollarp–Hörby–Eslöv en huvudlinje. Genom sin kortare sträckning mellan Kristianstad och Malmö kom linjedelen Hörby–Tollarp i ÖSJ:s linjenät att vara en viktig länk i samtrafiken, vilket innebar att vagnar gick direkt från Kristianstad till Malmö. ÖSJ satte in restaurangvagn i dessa tåg.